# Claudio Vastano
Claudio Vastano (Lucca, 1975) è uno scrittore italiano. Le sue opere spaziano dalla fantascienza catastrofica al planetary romance all'orrore e al giallo.

## Biografia
Claudio Vastano, nato a Lucca nel 1975, si è laureato in scienze naturali e in scienze geologiche presso l'Università degli Studi di Firenze; vive e lavora nella sua città natale. Ha esordito nel campo della narrativa con romanzi horror e fantascientifici; ha scritto inoltre romanzi per bambini, gialli e saggi di divulgazione scientifica.
Nel 2017 ha vinto il Premio Urania con il romanzo Simbionti, pubblicato nella collana Urania di Mondadori l'anno successivo. In un'intervista ha dichiarato che l'ispirazione per Simbionti nacque «da un articolo di microbiologia sulle chimere genetiche» letto all'università e sviluppato in dieci anni di riscritture.
Dal 2021 al 2025 ha pubblicato sempre su Urania una trilogia di romanzi - Aquarius, Scorpius e Sagittarius - chiamata "Trilogia delle costellazioni", ambientata in un prossimo futuro distopico in cui la Terra è stata resa inabitabile a causa dello sfruttamento industriale delle multinazionali, che hanno avviato un programma di colonizzazione dello spazio inviando su un altro pianeta carcerati in animazione sospesa come forza lavoro.
Vastano è inoltre autore della trilogia fanta-orrorifica Arachnia, composta dai romanzi Ragni, Il pozzo delle tenebre e Necrocelium, una «serie distopico-apocalittica» in cui l'umanità è minacciata da ragni resi giganti da cause ignote, descritta come «ibrido inquietante fra eco-horror e fantascienza survival».

## Opere

### Romanzi di fantascienza
- Simbionti, collana Urania, n. 1660, Mondadori, 2018, ISBN 9788852091049.

#### Trilogia delle costellazioni
- Aquarius, collana Urania Jumbo, n. 26, Mondadori, 2021, ISBN 9788835714071.
- Scorpius, collana Urania, n. 1723, Mondadori, 2024, ISBN 9788835731535.
- Sagittarius, collana Urania, n. 1736, Mondadori, 2025, ISBN 9788835740926.

#### Trilogia di Arachnia (fanta-horror)
- Ragni, Dunwich Edizioni, 2013.
- Il pozzo delle tenebre, Dunwich Edizioni, 2017.
- Necrocelium, Delos Digital, 2023.

### Racconti di fantascienza
- Zona di contenimento, in Millemondi, n. 84, Mondadori, 2018.
- L'orizzonte degli eventi, in Millemondi, n. 90, Mondadori, 2020.

### Romanzi per bambini / ragazzi
- Lo scoiattolo Roger e la compagnia dei topi d'ospedale. Una storia di animali e di amicizia, Carmignani Editrice, 2015, ISBN 9788899079628.
- Erin dei Grifoni, Pegasus Edition, 2015.

### Gialli e mystery-horror
- L'agghiacciante caso del gatto nella minestra, Dunwich Edizioni, 2016.
- Lo strano caso delle luci di Roccaverde, Saga Edizioni, 2023.
- Il misterioso caso della bestia delle nebbie, Saga Edizioni, 2024.

### Saggi
- Garfagnana. La valle dei terremoti, Garfagnana Editrice, 2014.
- Conosci e sviluppa i poteri della tua mente, Cerchio della Luna, 2016, ISBN 8896682835.
- Catastrofi naturali. Cosa sono, perché avvengono e come sopravvivere, Augh! Edizioni, 2025.

## Critica
Il romanzo Simbionti, vincitore del Premio Urania 2017, è stato definito «un romanzo catastrofico che non ha bisogno di catastrofi naturali o invasioni aliene» e «rientra nella tradizione della migliore fantascienza catastrofica»; evidenziandone il tema dell'ingegneria genetica fuori controllo e la tensione apocalittica della vicenda.
Di Aquarius è stata sottolineata l'importanza scientifica dell'ambientazione e la svolta improvvisa in «racconto di sopravvivenza cosmica». Il romanzo sarebbe stato «opzionato per un film, probabilmente destinato a una piattaforma streaming».
Scorpius, secondo capitolo della «Trilogia delle costellazioni», viene descritto come un'avventura di naufragio su «un pianeta oceano ostile», con un intreccio che approfondisce «problemi di sovrasfruttamento delle risorse naturali» e le conseguenze climatiche di un progresso incontrollato.

## Riconoscimenti
- 2017 – Premio Urania per Simbionti[1]